# Molophilus subexemptus
Molophilus subexemptus är en tvåvingeart som beskrevs av Alexander 1968. Molophilus subexemptus ingår i släktet Molophilus och familjen småharkrankar. Inga underarter finns listade i Catalogue of Life.